# Friedrich Oswald (Pädagoge)
Friedrich Oswald (* 25. Oktober 1938 in Mosonszentjános, Jánossomorja; † 30. April 2025 in Perchtoldsdorf) war ein österreichischer Schulpädagoge.

## Leben
Friedrich Oswald war der Sohn eines Bauern und hatte drei Geschwister. Seine Familie war deutscher Herkunft. Sie wurde 1945 aus Ungarn vertrieben und ließ sich im Burgenland nieder. Oswald besuchte das Untergymnasium im Zisterzienser-Stift Heiligenkreuz sowie die Lehrerbildungsanstalt der katholischen Priester- und Laienkongregation der Marianisten im Wiener Bezirk Währing. Er schloss mit der Reifeprüfung ab und war von 1959 bis 1962 als Volksschullehrer an der Privatschule der Marianisten tätig. Nach dem Präsenzdienst unterrichtete er von 1963 bis 1972 als Hauptschullehrer in Wien.
Oswald studierte an der Universität Wien und wurde dort 1972 mit der Dissertation „Schullandheim und Sozialstruktur der Klasse“ promoviert. Anschließend lehrte er von 1972 bis 1983 als Professor an der Pädagogischen Akademie des Bundes in Wien. Er war auch als Universitätsassistent bei Marian Heitger am Institut für Erziehungswissenschaften der Universität Wien tätig. 1980 habilitierte er sich und erhielt die Lehrbefugnis als Universitätsdozent für Pädagogik mit besonderer Berücksichtigung der Schulpädagogik. Im gleichen Jahr folgte seine Ernennung zum außerordentlichen Universitätsprofessor. Von 1983 bis 2004 war er Universitätsprofessor für Schulpädagogik der Universität Wien und von 1985 bis 2000 Leiter des Instituts für die pädagogische Ausbildung der Lehramtsstudierenden (Zentrum für das Schulpraktikum).

## Belege
1. ↑  In memoriam o. Univ.-Prof. Dr. Friedrich Oswald. In: Department of Education. University of Vienna, 30. April 2025, abgerufen am 2. Juni 2025 (englisch).
2. ↑  Wolfgang Brezinka: Pädagogik in Österreich: die Geschichte des Faches an den Universitäten vom 18. bis zum Ende des 20. Jahrhunderts. Band 1. Verlag der Österreichischen Akademie der Wissenschaften, Wien 2000, S. 618.
3. ↑  Österreichisches Jahrbuch für Politik 1985. Oldenbourg, München 1986, S. 806.

| Personendaten    | Personendaten                  |
| ---------------- | ------------------------------ |
| NAME             | Oswald, Friedrich              |
| KURZBESCHREIBUNG | österreichischer Schulpädagoge |
| GEBURTSDATUM     | 25. Oktober 1938               |
| GEBURTSORT       | Mosonszentjános, Jánossomorja  |
| STERBEDATUM      | 30. April 2025                 |
| STERBEORT        | Perchtoldsdorf                 |